# Fernanda Urrejola
Fernanda Loreto Urrejola Arroyo (Santiago, Chile em 24 de setembro de 1981) é uma atríz chilena de cinema, teatro e televisão.

## Trabalhos

### Cinema
- Mi mejor enemigo (2005) - Gloria
- Perjudícame cariño (2004) - Violeta
- Drama (2009) - Madre de Mateo
- Tráiganme la cabeza de la mujer metralleta (2012) -  La Mujer Metralleta

### Televisão
- 16 (2003, TVN) - Matilde Arias
- Destinos Cruzados (2004, TVN) - Pascuala Goycolea
- 17 (2005, TVN) - Matilde Arias
- Versus (2005, TVN) - Clarita Chaparro
- Floribella (2006, TVN) - Sofía Santillán
- Corazón de Maria (2007, TVN) - María Cofré
- Amor por accidente (2007, TVN) - Romina Urrutia
- Hijos del Monte (2008, TVN) - Beatriz Pereira
- Mujeres de Lujo (2010, Chilevisión) - Magdalena Reyes / Esmeralda Martín
- La Doña (2011, Chilevisión) - Millaray Lisperguer

### Teatro
- El Inspector (2005)
- Cuentos para un invierno largo (2006)
- Patio (2009)

### Séries
- La Vida es una lotería (2003, TVN) - Patty
- Bienvenida Realidad (2004, TVN) - Marina
- JPT: Justicia para todos (2005, TVN) - Mónica Ríos
- Gen Mishima (2008, TVN) - Amapola Benadente
- Adiós la Séptimo de Línea (2010, Megavisión) - Leonora Latorre
- Karma (2011, Chilevisión) - Julieta